# Velké Řecko

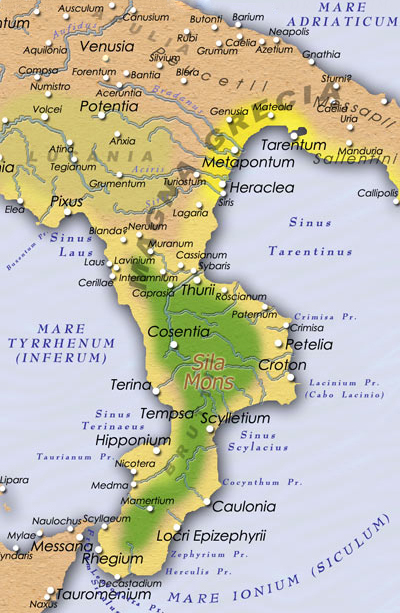
Magna Graecia okolo roku 280 př. n. l.

Velké Řecko (řec. Megalé Hellas, lat. Magna Graecia) je
starořecké označení pro pobřežní řecká města v jižní Itálii. Podle Strabóna k Velkému Řecku patřila i města na Sicílii. Pojmenování byla nadsázka pro lidnatost a bohatství oblasti.
Řecká kolonizace probíhala od poloviny 8. století př. n. l. a podíleli se na ní Iónové, Dórové i Achájové. K významným městům patřily Rhegion, Krotón, Sybaris, Tarás, Megara Hyblaia nebo později založená Neápolis. Na Sicílii pak Syrákúsy nebo Messina.
Města měla živé styky se svými mateřskými městy v Řecku. V období peloponéské války hrála oblast důležitou roli jako hospodářská základna.